# Педагогически музей (Пловдив)
Музеят на френския колеж „Св. Августин“, или Педагогически музей, е енциклопедичен училищен музей, съществувал през първата половина на XX век в Пловдив.
По време на своето съществуване музеят е бил сред забележителностите на града. След закриване на колежа голяма част от експонатите са дадени на другите музеи в Пловдив.

## История
Комплектуването на сбирките му започва още през 1894 г. и през годините те непрекъснато са допълвани и обогатявани. По съдържание и предназначение той е бил енциклопедичен училищен музей, както и се е наричал официално – Педагогически музей. Но с голямата площ, която му е била отделена, с богатството и разнообразието на материалите и тяхната умела подредба той далече надхвърлял представите за такъв музей и подобен на него не е имало в нито едно друго училище в България. Освен за колежаните експозициите му са били достъпни и за гражданите. 
Заслуги за комплектуването и подреждането на музея има преподавателят отец Борис Таверние, завършил естествени науки в университета в Лион, Франция. Материалите са събирани лично от него и от останалите монаси по време на многобройни екскурзии из България, други са постъпвали в музея чрез закупуване, дарения или размяна. Таверние е поддържал връзки с много с френски музеи и отделни природоизпитатели в различни страни, които са му съдействали за попълване на сбирките, както и с Царския естественоисторически музей в София.
Особено ценна помощ на музея на колежа е оказал Националният естественоисторически музей в Париж, откъдето през 1922 г. са получени множество редки и екзотични животни: гигантски морски костенурки, анаконда, питони, колибри, ему, щраус, броненосец, торбести бозайници, тигър, лъв, жираф и много други.
Земетресението през 1928 г. нанася огромни щети на музея. През 1934 г. музеят е отново подреден и отворен за посещения. По-нататък грижи за неговото поддържане и дообогатяване полагат главно отците Херман Гислер и Нестол Берже.
През 1948 г., Френският колеж в Пловдив е закрит и богатите музейни сбирки изоставени без грижи – много експонати и книги са силно похабени, други – безследно изчезнали. Не е бил съставен инвентарен опис, когато преподавателите са изгонени от България. Едва през 1952 г. е взето решение от природонаучните сбирки на колежа в Пловдив да се създаде Природонаучен музей в Пловдив. Старата сграда на някогашната Пловдивска община (където и сега се намира Природонаучният музей) е била предоставена за тази цел. Запазените експонати от колежа са пренесени там. На 8 май 1960 г., музейната сбирка, обогатена с нови материали от българската природа, е художествено подредена и е открита като Природонаучен музей. Други експонати са предадени на Етнографския музей. Лисват някои колекции от старо оръжие, нумизматика, и др.
Eдни от най-интересните екзотични експонати в Пловдивския природонаучен музей са наследени от Педагогическия музей. По инициатива на директора на музея, гл. ас. д-р Огнян Тодоров, проф. Златозар Боев съвместно с него съставя каталог на орнитологичната колекция на Педагогическия музей на колежа, въз основа на оцелелите (част от които силно повредени) сухи монтирани тотални препарати от птици от цял свят, главно от пределите на бившите френски задморски владения. Тази колекция включва 205 препарата на 193 вида птици от 81 семейства и 29 разреда, представени с 205 екземпляра (около 2 % от съвременната световна орнитофауна). Над 15 % от видовете днес имат висок природозащитен статус. Сред тях са сивогръбата майна (Acridotheres tricolor), папагалът ехо (Psittacula eques) и тъмногръбият албатрос (Phoebetria fusca). С това тази колекция се определя като най-богатата и ценна в научно отношение в България след тази на Националния природонаучен музей при БАН в София.
Колекция от 115 френски, немски и италиански гравюри на мед от периода ХVІІІ – началото на ХІХ век, както и по-късни оригинални авторски офорти от началото на ХХ в. са предадени на Художествената галерия в Пловдив. Сюжетите на гравюрите могат да бъдат разделени в различни групи: библейски, евангелски и църковни сюжети; митологични; исторически; анималистични; портрети; сцени от семейния бит; селски сцени; парадни и дворцови сцени; пейзажи; исторически и т.н. Преобладаващата част от гравюрите са в голям формат, близък до А1 (100х70 см.). Част от гравюрите са отпечатани в ателието „Chalcografie de Louvre“ на Лувъра. През 2014 г. всички гравюри са реставрирани, проучени, описани, дигитализирани и поставени в рамки за завършен изложбен вид.

## Уредници
- отец Борис Таверние
- отец Херман Гислер
- отец Нестол Берже
- Недко Каблешков